# Noise rock
Noise rock je žanr rock glazbe koji se pojavio 1980-ih godina te postao poznat u 1990-ima. Kao glazbeni žanr, alternativni rock sadrži različite žanrove koji nastaju od tzv. indie glazbe iz 1980-ih kao i No Wave, shoegaze, math rock, noisecore i grunge. 
Neki od sastava ovog žanra su:
- Butthole Surfers
- Big Black
- Black Dice
- The Ex
- Fugazi
- Half Japanese
- Liars
- Lightning Bolt
- Melt-Banana
- HEALTH
- Shellac
- Sonic Youth